# 列伊涅克岛
列伊涅克島或小多壁岛（满语：Ajigedobi Tun）是位於日本海的彼得大帝灣的島嶼，由符拉迪沃斯托克城区負責管轄，長3.5公里，寬3公里，面積4.6平方公里，海岸線長度11.8公里，2005年島上有23名居民。

## 图集

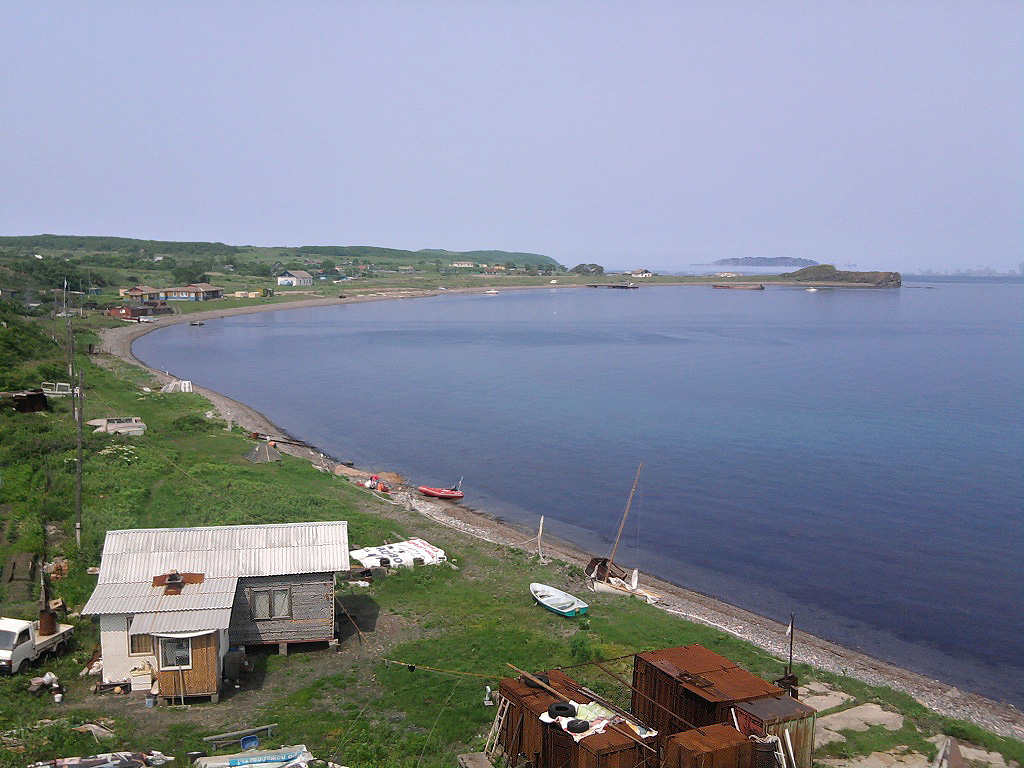
从山上看村庄
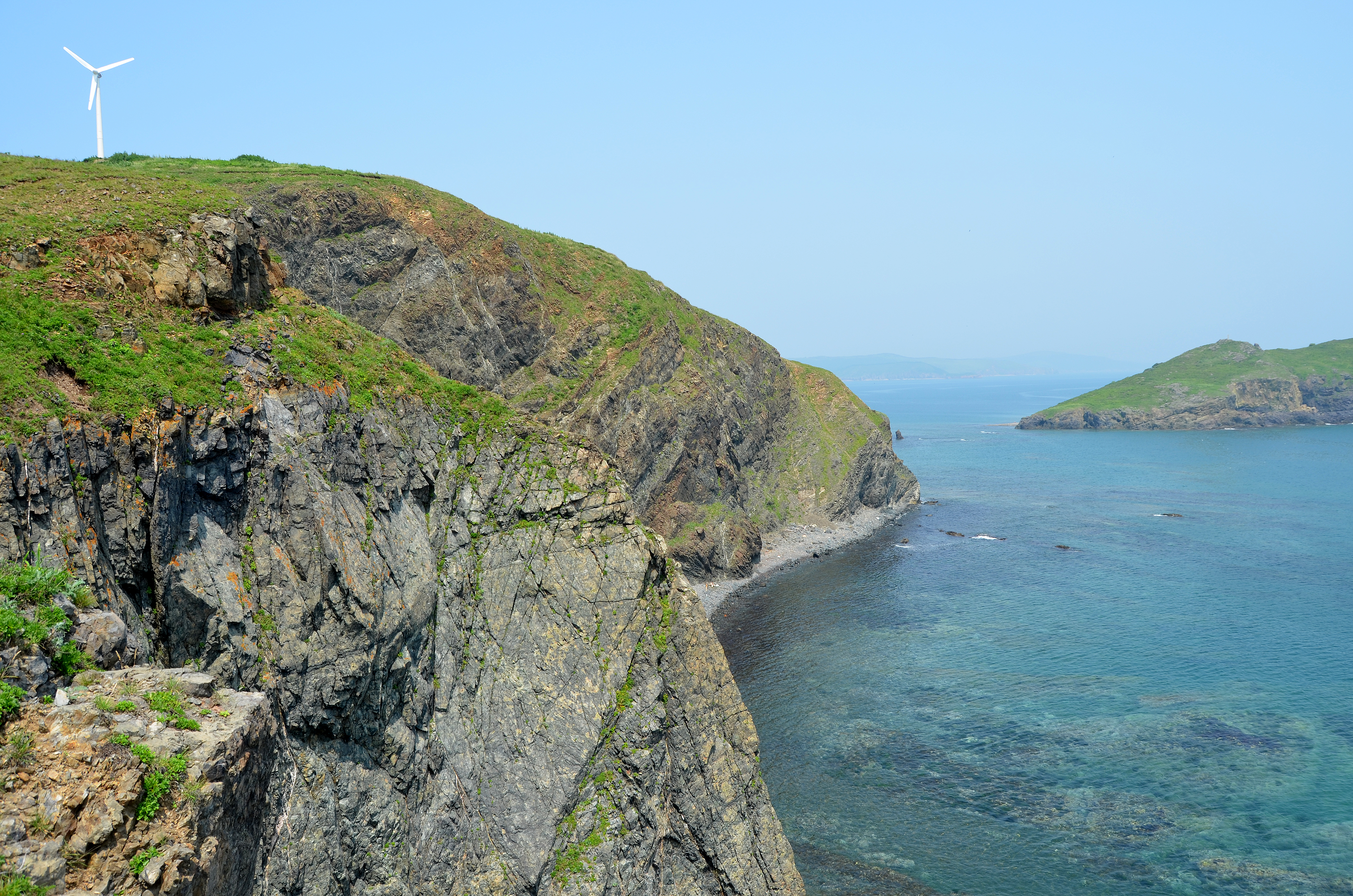
岛上的風力發電廠
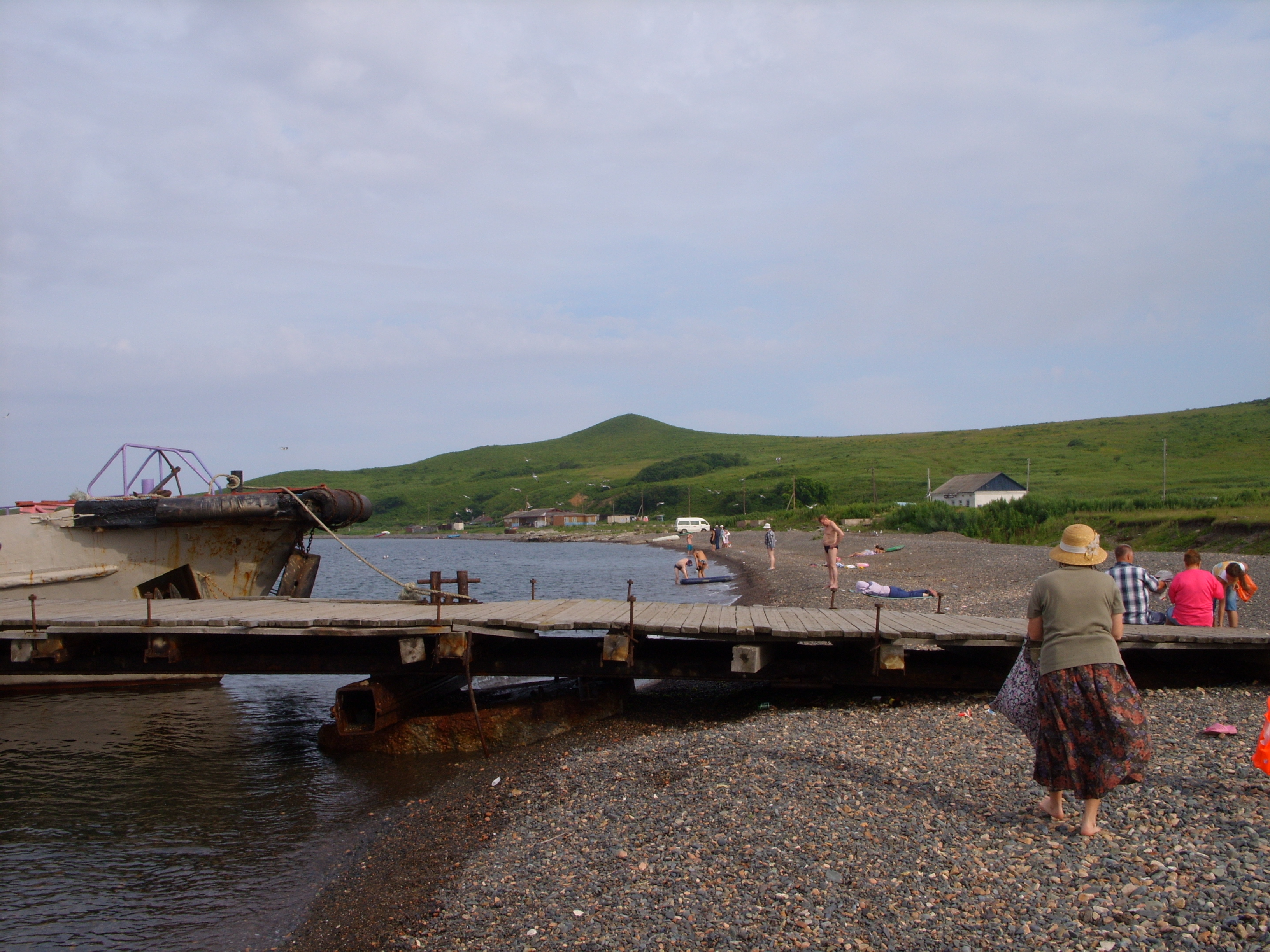
码头与海滩
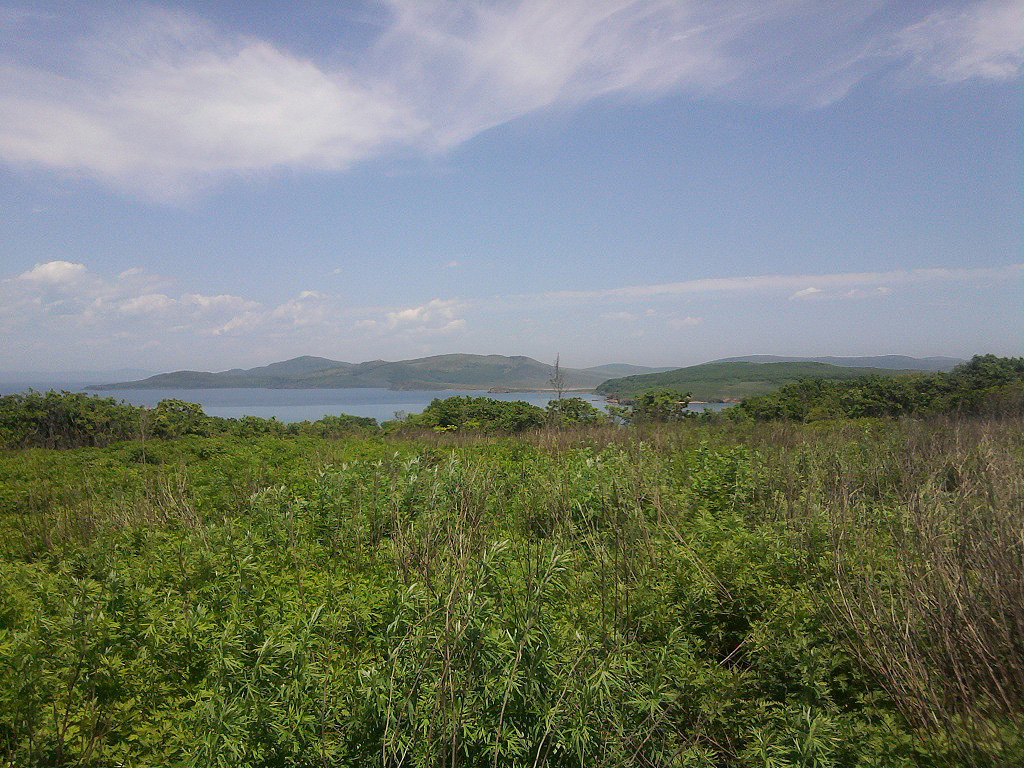
岛上风光
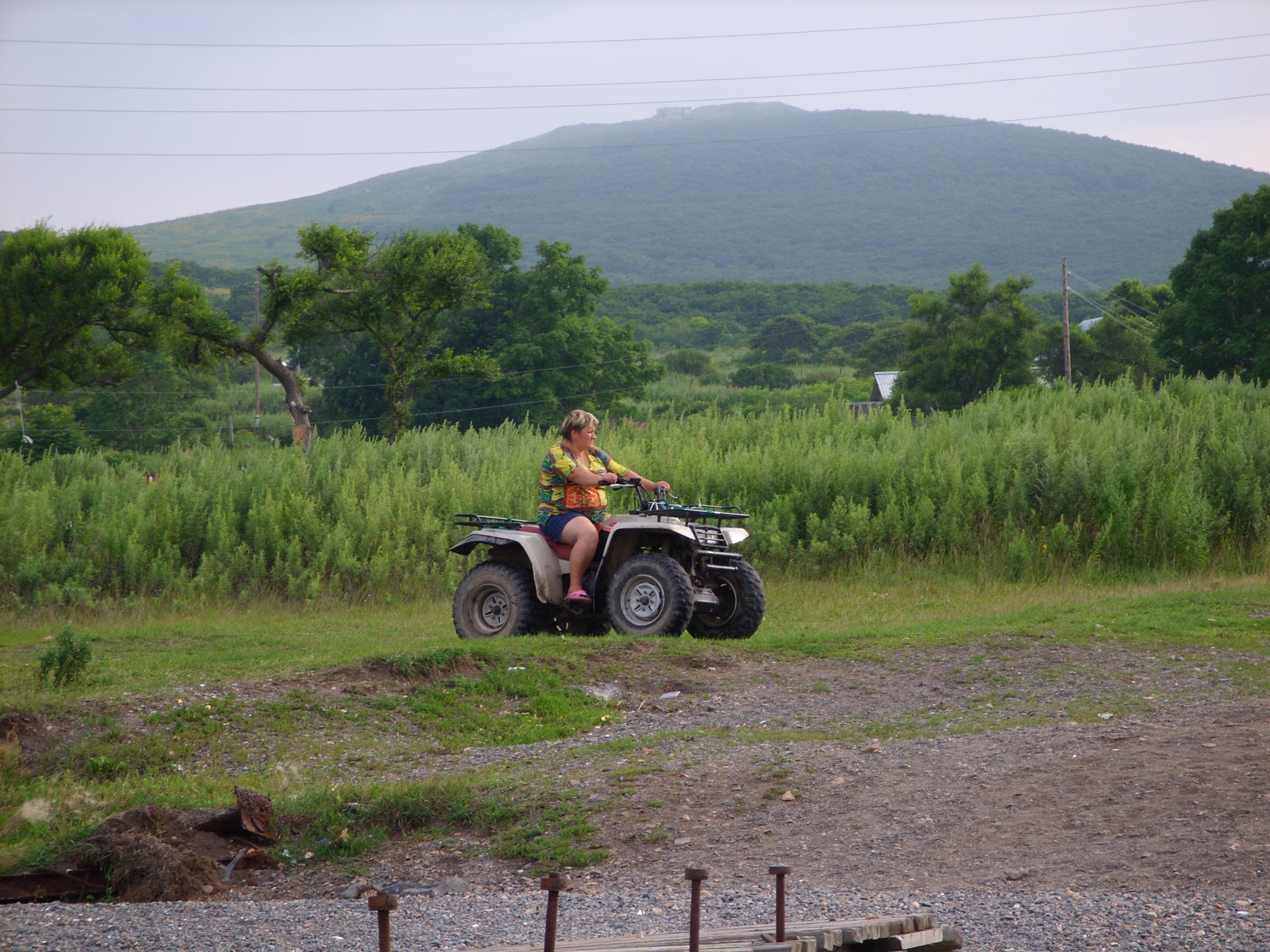
一位驾驶四轮摩托的女性居民